# Борьба за существование (фильм)
«Борьба за существование» (венг. Küzdelem a Létért; фильм также известен под названием венг. A leopard) — немой драматический венгерский фильм 1918 года режиссёра Альфреда Деэши. Главные роли исполнили Бела Лугоши, Энни Гот и Ила Лот. Сценарий фильма основан на пьесе французского драматурга Альфонса Доде «Борьба за жизнь».
По состоянию на 2021 год фильм считается утерянным.

## В ролях
| Актёр                                      | Роль                  |
| ------------------------------------------ | --------------------- |
| Бела Лугоши (под псевдонимом Arisztid Olt) | Пал Орлай, архитектор |
| Анни Гот                                   | принцесса Виктория    |
| Ила Лот                                    | Бетти, почтальон      |
| Клара Петерди                              | баронесса Матильда    |
| Ференц Вираг                               | отец Бетти            |
| Петер Конради                              | Джон, дворецкий       |
| Густав Туран                               | граф Альфред          |
| Магда Янкович                              | Луиса, сестра Эдриенн |

## Производство
«Борьба за существование» стал последним фильмом в котором снялся Бела Лугоши для компании Star Film Company. Как и во всех предыдущих фильмах студии в который он снимался режиссёром выступил Альфред Деэши. Фильм основан на пьесе французского писателя Альфонса Доде «Борьба за жизнь» 1889 года, которая была поставлена в будапештском Национальном театре в 1894 году, эта пятиактная драма, в которой Лугоши сыграл главную мужскую роль Паля Орлаи.
Фильм считается утерянным, но до нашего времени сохранилась примерно одна минута фильма.

## Релиз и критика
Предварительный показ состоялся 16 июля 1918 года в кинотеатре Mozgökep-Otthon в Будапеште, а в прокат фильм вышел 22 сентября 1918 года. Фильм также рекламировался и упоминался в венгерских изданиях под названием A Leopard.
Будапештский театральный журнал Szinhdzi Eletconsons посчитал этот фильм важным событием. Рецензент журнала писал: «Эта драма полна волнения, напряжения и дикой страсти». Он так же похвалил декорации фильма, назвав их «великолепными», а исполнительницу главной роли Анни Гот «выдающейся артисткой студии Star Film». «Она играет с изысканной утончённостью, прекрасной внешностью, красивыми жестами и позами, а высокий уровень сопереживания блистает во всей её актёрской игре», — писал журналист. Он также похвалил актёрские работы Клары Петерди, Илы Лот и выделил актёрские способности «высокого уровня» Белы Лугоши и Ференца Вирага.